# Cariño de mis cariños
Cariño de mis cariños è l'undicesimo album in studio della cantante e attrice messicana Lucero, pubblicato nel 1994.

## Tracce
1. Cariño – 2:33 (Juan Escamilla)
2. Qué Te Ganaste – 3:21 (Enrique Negrete Rincón)
3. Y Volveré – 3:19 (Alain Barrière, Germaín de la Fuente)
4. Me Piden – 2:15 (Gregorio Cortez)
5. Corazón De Roca – 2:54 (Stefan Benz, Gabriel Luna de la Fuente, Louie Lasky, Paul Strand)
6. Olvidarte... Nunca – 2:37 (Raúl Cordova)
7. Cariño De Mis Cariños – 3:26 (Rubén Fuentes, Alberto Cervantes)
8. Me Estás Quemando – 2:04 (Rafael Buendía)
9. Te Acordarás De Mí – 3:09 (Victor Daniel)
10. Ya Quedamos – 3:10 (Irma Cue, Isabel Leonor Cova)
11. Tú Nuevo Amor – 2:31 (Enrique Coqui Navarro)
12. Qué Ironía – 2:47 (Braulio Benitez)